# プレイ・ザ・ゲーム
「プレイ・ザ・ゲーム」（Play the Game）は、イギリスのロック・バンド、クイーンの楽曲。1980年3月30日にEMIよりシングルとしてリリースされており、1980年発売のアルバム『ザ・ゲーム』に収録されている。

## 解説
レコーディングにはオーバーハイム・エレクトロニクス社のシンセサイザーであるOB-Xが使用された。
ビルボード誌は発売直後、本曲をクイーンの伝統的な「壮大なサウンドへの回帰」と評価した。キャッシュボックス誌は、「ハイテク、進歩的なポップサウンドへの回帰」について評価したほか「フレディの息を呑むファルセットと甘いピアノワーク」「ブライアンの高く上がるリードギター」に関してコメントしている。

## プロモーションビデオ
プロモーションビデオも製作された。監督はブライアン・グラント。映像作品の一つである『グレイテスト・ビデオ・ヒッツ1』などで視聴することができる。因みに本映像ではフレディがジャケットと同様口髭を生やした姿になっているほか、ブライアンのギターは撮影の演出で破損する可能性があったため、レッド・スペシャルではなく、フェンダー・ストラトキャスターのレプリカが使用されている。
また、ライブでも演奏され、こちらもDVDで視聴できる。
その他、バンドのベスト・アルバムである『グレイテスト・ヒッツ』などにも収録されている。

## 担当
- フレディ・マーキュリー - リード・ヴォーカル、コーラス、ピアノ、シンセサイザー
- ブライアン・メイ - エレクトリック・ギター、コーラス
- ロジャー・テイラー - ドラムス、コーラス
- ジョン・ディーコン - エレクトリックベース

## シングル収録曲
1. プレイ・ザ・ゲーム - Play the Game (Mercury)
2. ア・ヒューマン・ボディ[注 1] - A Human Body (Taylor)

## チャート
| 国         | ピーク順位 |
| ---------- | ---------- |
| イギリス   | 14         |
| ドイツ     | 40         |
| オランダ   | 15         |
| ノルウェー | 6          |
| スイス     | 8          |
| アメリカ   | 42         |